# Aljaksandr Perapečka
Aljaksandr Jur'evič Perapečka (in bielorusso Аляксандр Юр'евіч Перапечка?; Minsk, 7 aprile 1989) è un ex calciatore bielorusso, di ruolo centrocampista.

## Carriera

### Club
Ha giocato nella prima divisione dei campionati bielorusso e lettone.

### Nazionale
Ha partecipato agli Europei Under-21 del 2011.

## Palmarès

### Club

#### Competizioni nazionali
- Campionato lettone: 1

Skonto: 2010